# Norbert Verougstraete
Norbert Verougstraete (Kortrijk, 16 de desembre de 1934) va ser un ciclista belga, que fou professional entre 1957 i 1959. Com amateur, guanyà la medalla de plata al Campionat del Món en ruta de 1956 per darrere del neerlandès Frans Mahn. Va participar en els Jocs Olímpics de 1956.

## Palmarès
- 1957
  - 1r a la Brussel·les-Lieja
  - Vencedor d'una etapa al Circuit de les 6 Províncies del Sud-est